# Polskie Towarzystwo Studiów Żydowskich
Polskie Towarzystwo Studiów Żydowskich (PTSŻ) – organizacja powstała w 1995 roku i zarejestrowana w lutym 1996 jako stowarzyszenie w Sądzie Wojewódzkim w Krakowie z celem prowadzenia, promocji i popularyzacji badań naukowych nad historią i kulturą Żydów, ze szczególnym uwzględnieniem dziejów Żydów w Polsce oraz współpracy z krajowymi i zagranicznymi instytucjami i towarzystwami o podobnym kierunku działania.
W 1997 roku Zarząd PTSŻ powołał pierwszą redakcję swojego naukowego półrocznika Studia Judaica przy pomocy którego Towarzystwo realizuje swe cele.
Towarzystwo organizuje także cykliczne konferencje pt. Żydzi i judaizm we współczesnych badaniach i wspiera programy edukacyjne w tym kierunku.
Prezesem PTSŻ od jego założenia do 2011 był prof. dr hab. Krzysztof Pilarczyk, później funkcję tę pełnili: dr hab. Jan Doktór, dr hab. Michał Galas, prof. UJ i dr hab. Magdalena Ruta, prof. UJ. Od 2022 roku funkcję prezesa Polskiego Towarzystwa Studiów Żydowskich pełni dr hab. Alina Molisak.
Siedziba Towarzystwa znajduje się w Warszawie.